# Ди Чента, Джорджо
Джорджо Ди Чента (итал. Giorgio Di Centa; род. 7 октября 1972, Тольмеццо, Фриули-Венеция-Джулия) — итальянский лыжник, двукратный олимпийский чемпион 2006 года, призёр чемпионатов мира, победитель этапов Кубка мира. Специалист дистанционных гонок. Младший брат знаменитой итальянской лыжницы Мануэлы Ди Ченты.

## Карьера
В Кубке мира Ди Чента дебютировал в 1993 году, в марте 2002 года одержал свою первую победу на этапе Кубка мира. Всего на сегодняшний день имеет на своём счету 6 побед на этапах Кубка мира, 1 в личных гонках и 5 в командных. Лучшим достижением Ди Ченты в общем итоговом зачёте Кубка мира является 5-е место в сезоне 2007/08. 
Принимал участие в Олимпийских играх 1998 года в Нагано, где стал 8-м в гонке на 30 км классикой.
На Олимпиаде-2002 в Солт-Лейк-Сити завоевал серебро в эстафете, в остальных гонках показал следующие результаты: 15 км классикой - 35 место, дуатлон 10+10 км - 4-е место, 50 км классикой - 11-е место.
На Олимпиаде-2006 в Турине завоевал две золотые медали, в эстафете и в гонке на 50 км, кроме того стал 4-м в дуатлоне 15+15 км и 9-м в командном спринте.
На Олимпиаде-2010 в Ванкувере показал следующие результаты: 15 км свободным ходом - 10-е место, дуатлон 15+15 км - 12-е место, эстафета 9-е место, масс-старт 50 км - 11-е место.
На Олимпийских играх 2014 года в Сочи занял 11-е место в скиатлоне 15+15 км, а также пятое место в эстафете 4×10 км в составе сборной Италии.
За свою карьеру принимал участие в 10 подряд чемпионатах мира (1997—2015), на которых завоевал одну серебряную и три бронзовые награды. Также имеет две золотых награды чемпионата мира 2007 года по бегу на роликовых лыжах.
Принял участие в соревнованиях по лыжным гонкам в рамках зимних Всемирных военных игр 2010 года, где выиграл «серебро» в командном и «бронзу» в личном зачёте гонки на 15 км вольным стилем.
Завершил карьеру в 2017 году в возрасте 44 лет.
Использовал лыжи производства фирмы Atomic, ботинки и крепления Salomon.

## Личная жизнь
Женат, имеет четверых детей. Дочь Мартина (род. 6 марта 2000) — член сборной Италии по лыжным гонкам. Джорджо является служащим итальянской полиции. Имеет достижения в альпинизме. Двоюродный брат Джорджо и Мануэлы Ди Ченты Венанцио Ортис (род. 1955) был легкоатлетом и выступал на летних Олимпийских играх 1976 года на дистанции 5000 метров.